# Clan Boyd

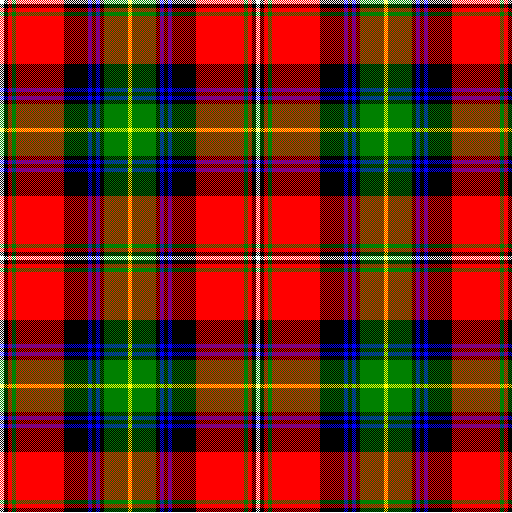
Tartan des Clan Boyd

Boyd ist der Name eines schottischen Clans, der aus dem Gebiet der traditionellen Grafschaft Ayrshire stammt. Als Clan ist er durch den Lord Lyon King of Arms anerkannt.

## Geschichte

### Herkunft
Der Name Boyd stammt von dem schottisch-gälischen Wort buidh ab, was entweder gerecht oder gelb bedeuten kann.
Der Begründer der Familie soll Robert gewesen sein, ein Neffe von Walter Fitzalan, dem ersten Steward der Könige von Schottland. Der Genealoge Anderson widerspricht dieser Annahme, da Fitzalan normannischer Herkunft war und daher ein keltischer Spitzname in der Familie nicht zu erwarten sei. Der Historiker Black nimmt an, dass die ersten Boyds Vasallen der normannischen Familie de Morville auf deren Besitzungen um Largs and Irvine waren.
Um 1205 bezeugte ein Robert de Boyd einen Vertrag zwischen dem Lord of Eglinton und der freien Stadt Irvine. Ein anderer Robert de Boyte ist auf der Ragman Roll (einer Treueerklärung der schottischen Adeligen an König Eduard I. von England) von 1296 zu finden.
1306 wurde Duncan Boyd hingerichtet, weil er das schottische Unabhängigkeitsstreben unterstützt hat. In den Schottischen Unabhängigkeitskriegen war Robert Boyd ein treuer Anhänger von König Robert I. ‚the Bruce‘. Als einer der Kommandeure in der Schlacht von Bannockburn erhielt er zum Dank für seine Tapferkeit die Ländereien von Kilmarnock, Bodington und West Kilbride zugesprochen.
Der Clanchief Sir Robert Boyd wurde von König Jakob II. mit dem Titel Lord Boyd (of Kilmarnock) in den Adelstand erhoben. Nach Jakobs II. Tod war er ab 1466 Great Chamberlain of Scotland und Regent für den jungen König Jakob III. Sein Sohn Thomas heiratete 1467 Jakobs Schwester Mary und erhielt den Titel Earl of Arran. 1469 kam es zum Bruch mit dem König. Die Familie von Alexander, einem jüngeren Bruder, wurde hingerichtet. Robert und Thomas waren zu diesem Zeitpunkt außer Landes und blieben im Exil. Alle ihre Ländereien wurden konfisziert, ihre Titel aberkannt. Marys Ehe wurde 1473 (kurz vor Thomas’ Tod) für ungültig erklärt.
Robert Boyd, ein Nachfahre des ersten Lord Boyd, erfuhr in der Regierungszeit von Maria Stuart Wiedergutmachung. Alle Titel wurden erneut zugestanden, alle Ländereien zurückgegeben. Er dankte ihr dies mit Treue: Nach Marias Flucht aus Loch Leven Castle war Lord Boyd einer der Ersten an ihrer Seite und kämpfte in der Schlacht von Langside mit. Später besuchte er sie häufig in ihrer Haft in England. Er starb 1590.
Im schottischen Bürgerkrieg zwischen 1644 und 1645 stand der Clan Boyd auf der Seite der Royalisten. Nach der Restauration von 1660 wurde William, Lord Boyd dafür mit dem Titel des Earl of Kilmarnock belohnt.
William Boyd, 3. Earl of Kilmarnock, lehnte den Ersten Jakobitenaufstand ab und führte im Auftrag der Regierung ein Regiment aus Freiwilligen der Region Ayrshire an. Sein Sohn William, 4. Earl of Kilmarnock, unterstützte den Zweiten Jakobitenaufstand und kämpfte in der Schlacht von Culloden an der Seite von Bonnie Prince Charlie, nachdem dieser ihn zum General ernannt hatte. Boyd wurde in der Schlacht gefangen genommen, anschließend in den Tower of London gebracht und am 18. August 1746 durch Enthauptung hingerichtet. Seine Titel Earl of Kilmarnock und Lord Boyd verfielen. Sein ältester Sohn James war am Aufstand unbeteiligt und hatte durch die Linie seiner Mutter einen Anspruch auf den Titel des Earl of Erroll. Er änderte seinen Nachnamen 1758 zu Hay, als er seiner Großtante Mary als Earl of Erroll folgte.
Der Titel des Baron Kilmarnock wurde 1831 an William Hay, 18. Earl of Erroll, als zusätzlicher und dem Earl nachgeordneter Titel verliehen. Dies verschaffte ihm einen Sitz im House of Lords, der ansonsten mit den schottischen Würden nicht verbunden war.

### Der Clan heute
Josslyn Victor Hay, 22. Earl of Erroll, starb 1941 in Kenia. Seine Tochter erbte die Earl-Würde, aber der Titel des Barons sowie die Würde des Chiefs des Clan Boyd darf nur in männlicher Linie weitergegeben werden. Also gingen dieser Titel und diese Würde auf den jüngeren Bruder Gilbert Allan Rowland Hay über, der damit 6. Baron Kilmarnock wurde und im gleichen Jahr auch seinen Nachnamen in Boyd änderte.
Aktuell ist Robin Jordan Boyd der 8. Baron Kilmarnock und damit der erbliche Clanchief des Clan Boyd. Er hat beide dieser Titel bis heute nicht beansprucht.

## Adelstitel
Angehörige des Clans führen bzw. führten folgende Adelstitel:
- Earl of Arran (1467)
- Earl of Kilmarnock (1661)
- Earl of Erroll (1452)
- Lord Hay (1430)
- Lord Slains (1452)
- Lord Boyd (1454)
- Baron Kilmarnock (1831)
- Baron Boyd of Duncansby (Life Peer, 2006)
- Boyd Baronet, of Danson Hill (1775)
- Boyd Baronet, of Howth House (1916)

## Clanburgen
- Dean Castle, bis 1975 Sitz des Chief von Clan Boyd. Es war vorher bekannt als Kilmarnock Castle.[3]
- Bedlay Castle, in Besitz von Clan Boyd bis 1642, dann an Clan Robertson verkauft.[3]
- Brodick Castle wurde von den Boyds gehalten, als sie Earls of Arran zwischen 1467 und 1469. Es ist derzeit im Besitz vom National Trust for Scotland und ist offen zur Besichtigung.[3]
- Callendar House war ursprünglich im Besitz der Livingstones bevor es 1715 von William Boyd, 4th Earl of Kilmarnock gemietet wurde. Nachdem der Earl wegen Hochverrats hingerichtet worden war, fiel das House an Clan Forbes und ist heutzutage für die Öffentlichkeit zur Besichtigung offen.[3]
- Law Castle war lange im Besitz von Clan Boyd, aber wurde 1670 an die Bonties verkauft.[3]
- Little Cumbrae Castle
- Penkill Castle wurde lange von den Boyds gehalten, allerdings viel es an William Bell Scott, der es 1857 restaurierte.[3]
- Portencross Castle wurde den Boyds of Kilmarnock von Robert the Bruce gegeben.[3]
- Slains Castle
- Trabboch Castle wurde vom Clan Boyd vom Anfang des 14. Jahrhunderts bis 1450 gehalten. Danach fiel es an Clan Douglas und danach an Clan Boswell.[3]
- Pitcon Castle, im 18. Jahrhundert abgerissen und durch ein Herrenhaus ersetzt.